# 8.ª Divisão Panzer (Alemanha)
A 8ª Divisão Panzer foi uma unidade militar blindada da Alemanha, que atuou na Segunda Guerra Mundial.

## História
A divisão foi formada no mês de outubro de 1939 a partir da 3. Leichte-Division. Participou da Invasão da França, permanecendo na França até o início do ano seguinte. Foi enviada para os Bálcãs nos meses de janeiro e fevereiro de 1941, retornando para a França em seguida, fazendo parte das forças de ocupação até o mês de abril de 1941.
Com o início da Operação Barbarossa, lutou na Frente Oriental nas cidades de Leningrado, Cholm, Smolensk, Orel e em Kiev onde sofreu pesadas baixas. Recuou através do setor sul da URSS lutando em Zhitomir, Tarnopol, Brody e Lemberg. Continuou recuando através da Checoslováquia onde se rendeu para o Exército Vermelho em Brno.

## Comandantes
| Comandante                              | Data                                                         |
| --------------------------------------- | ------------------------------------------------------------ |
| Generalleutnant Adolf Kuntzen           | 16 de outubro de 1939 - 20 de fevereiro de 1941)             |
| Generalmajor Erich Brandenberger        | 20 de fevereiro de 1941 - 16 de abril de 1941) (1)           |
| Generalmajor Walter Neumann-Silkow      | 21 de abril de 1941 - 28 de maio de 1941) m.d.F.b.           |
| Generalmajor Erich Brandenberger        | 29 de maio de 1941 - 08 de dezembro de 1941)                 |
| Generalmajor Werner Hühner              | 08 de dezembro de 1941 - 28 de janeiro de 1942) m.d.F.b.     |
| Generalleutnant Erich Brandenberger     | 29 de janeiro de 1942 - 06 de agosto de 1942) (2)            |
| Generalmajor Josef Schroetter Dipl.Ing. | 06 de agosto de 1942 - 13 de novembro de 1942)               |
| Oberst von Wagner                       | 14 de novembro de 1942 - 26 de novembro de 1942)             |
| Generalleutnant Erich Brandenberger     | 27 de novembro de 1942 - 17 de janeiro de 1943)              |
| Generalmajor Sebastian Fichtner         | 17 de janeiro de 1943 - junho de 1943)                       |
| Generalleutnant Friedrich von Scotti    | junho de 1943 - julho de 1943)                               |
| Generalleutnant Sebastian Fichtner      | julho de 1943 - 03 de setembro de 1943)                      |
| Oberstleutnant Albrecht Kleinschmidt    | 03 de setembro de 1943 - 20 de setembro de 1943) m.d.st.F.b. |
| Oberst Gottfried Frölich                | 20 de setembro de 1943 - 1 de abril de 1944)                 |
| Oberst Werner Friebe                    | 01 de abril de 1944 - 17 de julho de 1944)                   |
| Oberst Gerhard Schmidhuber              | 17 de julho de 1944 - 20 de julho de 1944) m.d.F.b.          |
| Generalmajor Gottfried Frölich          | 20 de julho de 1944 - 22 de janeiro de 1945)                 |
| Oberst Heinrich-Georg Hax               | 22 de janeiro de 1945 - 8 de maio de 1945)                   |

## Área de operações
| Polônia                      | outubro de 1939 - maio de 1940       |
| França                       | maio de 1940 - janeiro de 1941       |
| Alemanha                     | janeiro de 1941 - fevereiro de 1941  |
| França                       | fevereiro de 1941 - abril de 1941    |
| Iugoslávia                   | abril de 1941 - julho de 1941        |
| Frente Oriental, setor norte | julho de 1941 - outubro de 1943      |
| Frente Oriental, setor sul   | outubro de 1943 - setembro de 1944   |
| Cárpatos & Hungria           | setembro de 1944 - fevereiro de 1945 |
| Checoslováquia               | fevereiro de 1945 - maio de 1945     |

## Ordem de Batalha
1940
Panzer-Regiment 10
Panzer-Abteilung 67
Schützen-Brigade 8
Schützen-Regiment 8
Kradschützen-Bataillon 8
Artillerie-Regiment 80
Aufklärungs-Abteilung 59
Panzerjäger-Abteilung 43
Kradschützen-Bataillon 8
Pionier-Bataillon 59
Nachrichten-Abteilung 84
Versorgungstruppen 59
1943
Panzer-Regiment 10
Panzergrenadier-Regiment 8
Panzergrenadier-Regiment 28
Panzer-Artillerie-Regiment 80
Panzerjäger-Abteilung 43
Panzer-Aufklärungs-Abteilung 8
Heeres-Flak-Artillerie-Abteilung 286
Panzer-Pionier-Bataillon 59
Nachrichten-Abteilung 84
Versorgungstruppen 59

## Condecorações
Durante o seu tempo de atuação, diversos soldados desta unidade foram condecorados com a Cruz de Cavaleiro da Cruz de Ferro e a Cruz Germânica:
| Nome                                                          | Data       | Patente               | Unidade                                 |
| ------------------------------------------------------------- | ---------- | --------------------- | --------------------------------------- |
| Cruz de Cavaleiro da Cruz de Ferro com Folhas de Carvalho     |            |                       |                                         |
| Hax, Heinrich                                                 | 30.04.1945 | Generalmajor          | Kdr 8. Pz.Div                           |
| Wolff Freiherr von, Hans [61. EL]                             | 16.01.1942 | Hauptmann             | Kdr I./Schtz.Rgt 28                     |
| Cruz de Cavaleiro da Cruz de Ferro                            |            |                       |                                         |
| Brandenberger, Erich                                          | 15.07.1941 | Generalmajor          | Kdr 8. Pz.Div                           |
| Frölich, Gottfried                                            | 20.10.1943 | Oberst                | Führer 8. Pz.Div                        |
| Hax, Heinrich                                                 | 08.03.1945 | Oberst                | Führer 8. Pz.Div                        |
| Kuntzen, Adolf-Friedrich                                      | 03.06.1940 | Generalleutnant       | Kdr 8. Pz.Div                           |
| Friebe, Werner                                                | 21.04.1944 | Oberst                | Führer 8. Pz.Div                        |
| Neumann-Silkow, Walter                                        | 05.08.1940 | Oberst                | Kdr 8. Schtz-Brig                       |
| Fronhöfer, Erich                                              | 24.07.1941 | Oberstleutnant        | Kdr Pz.Rgt 10                           |
| Mahn, Werner                                                  | 08.02.1943 | Oberfeldwebel         | Zugführer i. d. 2./Pz.Rgt 10            |
| Schmidt, Hellmut                                              | 16.09.1943 | Hauptmann             | Chef 1./Pz.Rgt 10                       |
| Schönfeld, Kurt                                               | 22.09.1941 | Oberfeldwebel         | Zugführer i. d. 4./Pz.Rgt 10            |
| Sieberg, Friedrich                                            | 16.06.1940 | Oberstleutnant        | Kdr Pz.Rgt 10                           |
| Arentschildt von, Alexander                                   | 05.08.1940 | Hauptmann             | Chef 2./Pz.Abt 67                       |
| Wendenburg, Gerhard                                           | 15.08.1940 | Major                 | Kdr Pz.Abt 67                           |
| Bohn, Wolfgang                                                | 09.12.1944 | Hauptmann             | Kdr III./Pz.Gren.Rgt 8                  |
| Crisolli, Wilhelm                                             | 15.07.1941 | Oberstleutnant        | Kdr Schtz.Rgt 8                         |
| Flotow von, Jürgen                                            | 25.08.1941 | Oberleutnant          | Führer 1./Schtz.Rgt 8                   |
| Wolff Freiherr von, Hans                                      | 13.07.1940 | Hauptmann             | Kdr I./Schtz.Rgt 8                      |
| Schwarm, Kurt                                                 | 11.01.1945 | Obergefreiter         | Kradmelder im Stab/Pz.Gren.Rgt 98       |
| Stauss von, Sven                                              | 30.04.1945 | Hauptmann d.R.        | Kdr II./Pz.Gren.Rgt 98                  |
| Jannes, Ewald                                                 | 30.04.1945 | Obergefreiter i. d.   | 9./Pz.Gren.Rgt 28                       |
| Klotzsche, Hans                                               | 28.12.1943 | Major                 | Kdr I./Pz.Art.Rgt 80                    |
| Etzold, Gerhard                                               | 03.06.1940 | Oberleutnant          | Zugführer i. d. 2./KradSchtz.Btl 8      |
| Böhm, Walter                                                  | 17.03.1945 | Oberfeldwebel         | Spähtruppführer i. d. 1./Pz.Aufkl.Abt 8 |
| Greck, Franz                                                  | 05.02.1945 | Unteroffizier         | KpTruppführer 4./Pz.Aufkl.Abt 8         |
| Kloos, Hermann                                                | 13.12.1943 | Hauptmann d.R.        | Chef 3.(SPW)/Pz.Aufkl.Abt 8             |
| Mitzlaff von, Berndt                                          | 20.12.1943 | Major                 | Kdr Pz.Aufkl.Abt 8                      |
| Sell, Hans-Joachim                                            | 14.04.1945 | Hauptmann             | Kdr Pz.Aufkl.Abt 8                      |
| Hallauer, Hellmuth                                            | 24.06.1941 | Hauptmann             | Chef 1./Pz.Pi.Btl 59                    |
| Schneider, Heinz                                              | 22.09.1941 | Oberleutnant          | Führer 3./Pz.Pi.Btl 59                  |
| Cruz Germânica em Ouro                                        |            |                       |                                         |
| Amsel, Georg                                                  | 29.02.1942 | Hauptmann             | Pz.Jäg.Abt. 43                          |
| Becker, Bernhard                                              | 28.05.1944 | Feldwebel             | 3./Pz.Pi.Btl. 59                        |
| Beer, Albrecht                                                | 13.12.1944 | Feldwebel             | 14./Pz.Gren.Rgt. 8                      |
| Berendsen, Friedrich                                          | 20.11.1942 | Oberstleutnant i.G.   | Ia 8. Pz.Div.                           |
| Bodenhausen Freiherr von, Erpo                                | 31.01.1942 | Oberstleutnant        | Schtz.Rgt. 28                           |
| Braun, Alexander                                              | 12.10.1943 | Feldwebel             | 3./Pz.Rgt. 10                           |
| Bunk, Hans                                                    | 03.01.1944 | Hauptmann d.R.        | I./Pz.Gren.Rgt. 28                      |
| Diestel, Hans                                                 | 17.10.1943 | Hauptmann             | 1./Pz.Pi.Btl. 59                        |
| Drumm, Friedrich-Wilhelm                                      | 15.12.1944 | Oberleutnant d.R.     | Stabs.Kp./Pz.Gren.Rgt. 28               |
| Drummer, Helmut                                               | 13.11.1941 | Feldwebel             | 12./Pz.Rgt. 10                          |
| During, Franz                                                 | 13.12.1944 | Oberfeldwebel         | 1./Pz.Gren.Rgt. 8                       |
| Erdmann von, Alexander                                        | 04.09.1942 | Oberleutnant          | Stabs.Kp./Pz.Gren.Rgt. 28               |
| Fiebig, Gerhard                                               | 09.03.1945 | Obergefreiter         | 1./Pz.Gren.Rgt. 98                      |
| Fischer, Karl                                                 | 03.01.1944 | Oberfeldwebel         | 3.(SPW)/Pz.Aufkl.Abt. 8                 |
| Frisch, Albert                                                | 28.04.1945 | Major                 | 8. Pz.Div.                              |
| Gaedke, Wilhelm                                               | 14.02.1942 | Major                 | II./Schtz.Rgt. 28                       |
| Gärtner, Herbert                                              | 05.11.1941 | Leutnant              | 7./Schtz.Rgt. 8                         |
| Gampe, Karl                                                   | 18.12.1944 | Unteroffizier         | 4./Pz.Gren.Rgt. 8                       |
| Garber, Hermann                                               | 13.12.1944 | Leutnant              | I./Pz.Gren.Rgt. 8                       |
| Gilka-Bötzow, Ernst                                           | 22.03.1945 | Oberleutnant d.R.     | Pz.Gren.Rgt. 98                         |
| Gradert, Willi                                                | 16.03.1942 | Feldwebel             | 1./Schtz.Rgt. 8                         |
| Günther, Johannes                                             | 14.02.1943 | Hauptmann             | II./Pz.Gren.Rgt. 28                     |
| Heinemann, Karl                                               | 22.03.1945 | Hauptmann             | I./Pz.Rgt. 10                           |
| Hermann, Rudolf                                               | 11.02.1945 | Oberleutnant          | I,.Pz.Rgt. 10                           |
| Hochberg Reichsgraf von von, Freiherr zu Fürstenstein, Konrad | 08.11.1943 | Rittmeister           | II./Pz.Gren.Rgt. 28                     |
| Hönow, Richard                                                | 25.03.1944 | Hauptmann             | 2./Pz.Pi.Btl. 59                        |
| Holtey Baron von, Friedrich-Wilhelm                           | 29.04.1942 | Oberleutnant          | 12./Pz.Rgt. 10                          |
| Hornheim, Walter                                              | 15.12.1944 | Hauptmann             | I./Pz.Gren.Rgt. 28                      |
| Jochimsen, Otto                                               | 07.10.1943 | Hauptmann             | 6./Pz.Art.Rgt. 80                       |
| Juhr, Kurt                                                    | 14.04.1942 | Stabsfeldwebel        | 4./Schtz.Rgt. 28                        |
| Jürgens, Sergius                                              | 11.12.1942 | Oberleutnant          | 4./Pz.Gren.Rgt. 8                       |
| Junkermann, Eberhard                                          | 18.12.1944 | Unteroffizier         | 4./Pz.Gren.Rgt. 8                       |
| Kaudel, Otto                                                  | 27.04.1945 | Oberfeldwebel         | Stabs.Kp./Pz.Aufkl.Abt. 8               |
| Kautz, Kurt                                                   | 22.09.1944 | Oberleutnant          | 2./Pz.Gren.Rgt. 28                      |
| Kleinschmit, Albrecht                                         | 23.03.1944 | Oberstleutnant i.G.   | Ia 8. Pz.Div.                           |
| Knoll, Heinz                                                  | 31.01.1945 | Oberleutnant d.R.     | 1./Pz.Pi.Btl. 59                        |
| Krüger, Friedrich                                             | 08.01.1943 | Hauptmann             | I./Pz.Gren.Rgt. 28                      |
| Kühl, Wilhelm                                                 | 09.10.1942 | Hauptmann             | 9./Pz.Rgt. 10                           |
| Kullmann, Gerhard                                             | 28.09.1944 | Hauptmann             | Pz.Jäg.Abt. 43                          |
| Kuring, Helmuth                                               | 03.03.1942 | Oberfeldwebel         | 12./Pz.Rgt. 10                          |
| Kurth, Karl-August                                            | 15.04.1945 | Oberleutnant d.R.     | Pz.Felders.Btl. 59                      |
| Kütt, Rudolf                                                  | 26.06.1942 | Oberst                | Kradsch.Btl. 8                          |
| Kysk, Alfred                                                  | 26.12.1941 | Feldwebel d.R.        | 2./Kradsch.Btl. 8                       |
| Langen, Peter                                                 | 11.09.1944 | Leutnant d.R.         | 8./Pz.Gren.Rgt. 28                      |
| Linhart, Friedrich                                            | 18.12.1944 | Unteroffizier         | 4./Pz.Gren.Rgt. 8                       |
| Löhnert, Paul                                                 | 11.09.1944 | Oberfeldwebel         | Pz.Aufkl.Abt. 8                         |
| Lüders, Hermann                                               | 30.09.1944 | Hauptmann             | III./Pz.Art.Rgt. 80                     |
| Lüdke, Erich                                                  | 14.04.1942 | Feldwebel             | 8./Schtz.Rgt.8                          |
| Maempel, Rolf                                                 | 03.03.1942 | Major z.V.            | II./Schtz.Rgt. 8                        |
| Mahr, Walter                                                  | 28.05.1944 | Hauptmann d.R.        | 2./Pz.Aufkl.Abt. 8                      |
| Marquart, Rolf                                                | 28.05.1944 | Hauptmann             | I./Pz.Rgt. 10                           |
| Melzer, Karl                                                  | 28.02.1942 | Leutnant              | 3./Pz.Rgt. 10                           |
| Menningen, Dr. Walter                                         | 15.12.1941 | Hauptmann d.R.        | Pz.Pi.Btl. 59                           |
| Menz, Oskar                                                   | 18.12.1944 | Unteroffizier         | 2./Pz.Gren.Rgt. 8                       |
| Merkel, Hermann                                               | 30.03.1945 | Oberleutnant d.R.     | III./Pz.Art.Rgt. 80                     |
| Miedeck, Paul                                                 | 14.04.1942 | Leutnant              | 1./Pz.Pi.Btl. 59                        |
| Mitzlaff von, Berndt                                          | 25.10.1943 | Major                 | Pz.Aufkl.Abt. 8                         |
| Moeller von, Ulrich                                           | 25.03.1942 | Oberleutnant          | 3./Schtz.Rgt. 8                         |
| Motsch, Wolfgang                                              | 19.12.1942 | Hauptmann             | 2./Pz.Rgt. 10                           |
| Neise, Walter                                                 | 31.01.1942 | Hauptmann             | Kradsch.Btl. 8                          |
| Pfeiffer, Kurt                                                | 27.04.1945 | Hauptmann d.R.        | II./Pz.Gren.Rgt. 28                     |
| Philipps, Martin                                              | 03.03.1942 | Oberleutnant          | 8./Schtz.Rgt. 28                        |
| Piesker, Willi                                                | 15.12.1944 | Oberfeldwebel         | 3./Pz.Pi.Btl. 59                        |
| Plähn, Walter                                                 | 04.10.1944 | Major                 | II./Pz.Art.Rgt. 80                      |
| Primke, Ehrenfried                                            | 22.11.1943 | Hauptmann             | I./Pz.Rgt. 10                           |
| Pröscholdt, Hans-Joachim                                      | 29.01.1945 | Leutnant d.R.         | 1./Pz.Jäg.Abt. 43                       |
| Puschkeit, Erich                                              | 11.09.1944 | Stabsfeldwebel        | 4./Pz.Rgt. 10                           |
| Radowitz von, Josef                                           | 29.02.1944 | Oberst                | Pz.Gren.Rgt. 28                         |
| Richtermeier, Artur                                           | 09.03.1945 | Unteroffizier         | 2./Pz.Gren.Rgt. 98                      |
| Ritter, Willi                                                 | 03.03.1942 | Oberleutnant          | 2./Schtz.Rgt. 28                        |
| Scharffetter, Hans                                            | 17.09.1944 | Oberleutnant d.R.     | Stabs.Kp./Pz.Aufkl.Abt. 8               |
| Scheliha von, Manfred                                         | 03.03.1942 | Oberleutnant          | Pz.Aufkl.Abt. 59                        |
| Scherer, Hanfried                                             | 03.01.1944 | Oberleutnant          | 8./Pz.Gren.Rgt. 28                      |
| Schicketanz, Alfred                                           | 27.04.1945 | Feldwebel             | 4.(s.)/Pz.Aufkl.Abt. 8                  |
| Schlepple, Eberhard                                           | 05.11.1941 | Leutnant d.R.         | Kradsch.Btl. 8                          |
| Schmalz, Eberhard                                             | 24.12.1942 | Unteroffizier         | 2./Pz.Jäg.Abt. 43                       |
| Schmerbauch, Karl                                             | 26.12.1941 | Oberfeldwebel         | 1./Kradsch.Btl. 8                       |
| Schmid, Anton                                                 | 18.10.1941 | Major                 | I./Pz.Rgt. 10                           |
| Schmidt, Hellmut                                              | 22.10.1943 | Hauptmann             | 1./Pz.Rgt. 10                           |
| Schöberl, Reinfried                                           | 20.05.1944 | Hauptmann             | Pz.Gren.Rgt. 28                         |
| Schultchen, Erich                                             | 17.12.1943 | Obergefreiter         | 3./Pz.Gren.Rgt. 28                      |
| Schulz, Walter                                                | 17.09.1944 | Hauptmann             | 2./Pz.Jäg.Abt. 43                       |
| Schumacher, Erich                                             | 31.08.1943 | Oberwachtmeister      | 1./Pz.Art.Rgt. 80                       |
| Schumacher, Knut                                              | 03.11.1943 | Oberleutnant          | 4./Pz.Rgt. 10                           |
| Schuster, Günther                                             | 03.11.1943 | Oberleutnant          | 1./Pz.Gren.Rgt. 8                       |
| Scotti von, Helmut                                            | 31.01.1942 | Major                 | II./Art.Rgt. 80                         |
| Seehaus, Joachim                                              | 17.09.1944 | Oberleutnant          | 2.(SPW)/Pz.Aufkl.Abt. 8                 |
| Seidel, Hermann                                               | 18.10.1941 | Major                 | III./Art.Rgt. 80                        |
| Sobieralski, Hans                                             | 18.12.1944 | Unteroffizier         | 3./Pz.Gren.Rgt. 8                       |
| Spickermann, Heinz                                            | 27.02.1943 | Oberleutnant          | 6./Pz.Gren.Rgt. 28                      |
| Stauß von, Sven                                               | 03.01.1944 | Hauptmann d.R.        | Pz.Gren.Rgt. 28                         |
| Strehlau, Otto                                                | 18.12.1944 | Oberfeldwebel         | 1./Pz.Gren.Rgt. 8                       |
| Stroh, Erich                                                  | 03.11.1943 | Unteroffizier         | 1./Pz.Pi.Btl. 59                        |
| Tantau, Kurt                                                  | 02.05.1944 | Oberleutnant          | 2./Pz.Art.Rgt. 80                       |
| Vater, Hans-Joachim                                           | 20.05.1944 | Feldwebel             | 1./Pz.Gren.Rgt. 8                       |
| Vogt, Georg                                                   | 19.05.1942 | Hauptmann             | 2./Kradsch.Btl. 8                       |
| Vogt, Horst                                                   | 31.08.1943 | Oberfeldwebel         | 9./Pz.Gren.Rgt. 8                       |
| Weck, Helmut                                                  | 06.07.1943 | Hauptmann             | Pz.Gren.Rgt. 8                          |
| Werner, Fritz                                                 | 18.12.1944 | Feldwebel             | 2./Pz.Gren.Rgt. 8                       |
| Wilhelm, Jacob                                                | 26.12.1941 | Oberfeldwebel         | 3./Schtz.Rgt. 8                         |
| Willner, Erwin                                                | 17.03.1944 | Hauptmann             | 7./Pz.Gren.Rgt. 8                       |
| Winter, Friedrich                                             | 08.02.1945 | Oberfeldwebel d.R.    | Pz.Jäg.Abt. 43                          |
| Wiswedel, Dr. Artur                                           | 03.01.1944 | Oberleutnant d.R.     | 2./Pz.Aufkl.Abt. 8                      |
| Wuthe, Klaus                                                  | 03.11.1943 | Hauptmann             | I./Pz.Gren.Rgt. 8                       |
| Zimmermann, Georg                                             | 14.04.1942 | Leutnant d.R.         | 1./Pz.Pi.Btl. 59                        |
| Cruz Germânica em Prata                                       |            |                       |                                         |
| Klahn, Walter                                                 | 10.10.1944 | Hauptfeldwebel        | 1./Pz.Gren.Rgt. 28                      |
| Rückmann, Bruno                                               | 21.02.1945 | Oberschirrmeister (K) | 4./Pz.Gren.Rgt. 28                      |

## Serviço de Guerra
| Data                   | Corpo                      | Exército           | Grupo de Exércitos | Área              |
| ---------------------- | -------------------------- | ------------------ | ------------------ | ----------------- |
| outubro de 1939        | em formação                | BdE                |                    | em casa           |
| dezembro de 1939       | Reserva                    | -                  | B                  | Niederrhein       |
| janeiro de 1940        | Reserva                    | -                  | B                  | Niederrhein       |
| maio de 1940           | Reserva                    | 12º Exército       | A                  | Eifel, Belgien    |
| junho de 1940          | XXXXI Corpo de Exército    | Guderian (12.)     | A                  | França            |
| julho de 1940          | XV Corpo de Exército       | 2º Exército        | C                  | França            |
| novembro de 1940       | XXXXI Corpo de Exército    | 6º Exército        | A                  | França            |
| janeiro de 1941        | Reserva                    | 1º Exército        | C                  | Heimat            |
| março de 1941          | XXXXI Corpo de Exército    | 2º Exército        | D                  | Frankreich        |
| 5 de abril de 1941     | XXXXVI Corpo de Exército   | 2º Exército        | OKH                | Österreich        |
| abril de 1941          | LIX Corpo de Exército      | 4º Grupo Panzer    |                    | Jugoslawien       |
| maio de 1941           | BdE                        |                    | Protektorat        |                   |
| julho de 1941          | LVI Corpo de Exército      | 4º Grupo Panzer    | Nord               | Pleskau, Lugau    |
| agosto de 1941         | Reserva                    | 4º Grupo Panzer    | Nord               | Narwa, Leningrad  |
| setembro de 1941       | XXXXI Corpo de Exército    | 16º Exército       | Nord               | Waldai            |
| outubro de 1941        | XXXIX Corpo de Exército    | 18º Exército       | Nord               | Waldai            |
| janeiro de 1942        | Reserva                    | -                  | Nord               | Leningrad         |
| fevereiro de 1942      | Reserva                    | 16º Exército       | Nord               | Leningrad         |
| março de 1942          | XXXIX Corpo de Exército    | 16º Exército       | Nord               | Cholm             |
| agosto de 1942         | Brandenberger              | -                  | Nord               | Cholm             |
| dezembro de 1942       | LIX Corpo de Exército      | -                  | Mitte              | Smolensk, Brjansk |
| janeiro de 1943        | LIX Corpo de Exército      | -                  | Mitte              | Smolensk, Brjansk |
| fevereiro de 1943      | XXXXIII Corpo de Exército  | 3º Exército Panzer | Mitte              | Welish            |
| abril de 1943          | Reserva                    | -                  | Mitte              | Orel              |
| agosto de 1943         | XXIII Corpo de Exército    | 2º Exército Panzer | Mitte              | Orel              |
| setembro de 1943       | LVI Corpo de Exército      | 2º Exército        | Mitte              | Desna             |
| outubro de 1943        | LIX Corpo de Exército      | 4º Exército Panzer | Süd                | Kiew              |
| 3 de novembro de 1943  | XIII Corpo de Exército     | 4º Exército Panzer | Süd                | Shitomir          |
| 2 de dezembro de 1943  | XXXXII Corpo de Exército   | 4º Exército Panzer | Süd                | Shitomir          |
| 24 de dezembro de 1943 | XXXXVIII Corpo de Exército | 4º Exército Panzer | Süd                | Shitomir          |
| 1 de janeiro de 1944   | XXXXVIII Corpo de Exército | 4º Exército Panzer | Süd                | Winniza           |
| fevereiro de 1944      | XXIV Corpo de Exército     | 4º Exército Panzer | Süd                | Tarnopol          |
| abril de 1944          | XXXIX Corpo de Exército    | 4º Exército Panzer | Nordukraine        | Tarnopol          |
| maio de 1944           | Reserva                    | 4º Exército Panzer | Nordukraine        | Tarnopol          |
| junho de 1944          | Reserva                    | 1º Exército Panzer | Nordukraine        | Brody, Lemberg    |
| julho de 1944          | III Corpo de Exército      | 1º Exército Panzer | Nordukraine        | Brody, Lemberg    |
| agosto de 1944         | LIX Corpo de Exército      | 17º Exército       | Nordukraine        | Brody, Lemberg    |
| setembro de 1944       | XXIV Corpo de Exército     | 1º Exército Panzer | Nordukraine        | Karpaten          |
| outubro de 1944        | XXIV Corpo de Exército     | 1º Exército Panzer | A                  | Slowakei          |
| novembro de 1944       | Reserva                    | 6º Exército        | A                  | Slowakei          |
| dezembro de 1944       | XXIX Corpo de Exército     | 6º Exército        | Süd                | Budapest          |
| janeiro de 1945        | LVII Corpo de Exército     | 6º Exército        | Süd                | Budapest          |
| fevereiro de 1945      |                            | 17º Exército       | Mitte              | Mährisch Ostrau   |
| abril de 1945          | Reserva                    | 1º Exército Panzer | Mitte              | Mähren            |